# 刀锋战士 (2011年动画)
《刀鋒戰士》（英語：MARVEL BLADE）是由Ani Max於2011年7月1日開始播放的電視動畫。以漫威漫畫的刀鋒戰士改編而成，由日本的動畫制作公司MadHouse制作。

## 概要
作为Marvel Comics、Mad House、Sony 影视娱乐公司、ANIMAX将漫威漫画的作品动画化的企化漫威日本动画的第四弹，X战警（2011年动画）的后一部作品制作并播放。
Blade在即将出生之时，母亲被吸血鬼袭击。故而是有着吸血鬼的超级能力，并且能忍受阳光的超人。为了为母亲报仇，而追寻着“四牙”的吸血鬼的战斗故事。
有一天，Blade遇见了宿敌“四牙”中的一人ディーコン・フロスト，并与其在日本对峙，不过很快就败下阵来。
由于フロスト的陷阱，日本的女吸血鬼Hunterマコト开始追杀Blade来报父亲的仇。
追着フロスト，又被マコト追着的Blade的前面等待着的是…？

## 登場人物
布魯克斯(ブレイド)
声 - 大塚明夫
本名是埃里克・布魯克斯（エリック・ブルック），通稱為Blade，半人半吸血鬼，因自我認同偏向人類一方而成為吸血鬼Hunter。武器是银製的刀和手里剑。
- 一之太刀 残月

用残像迷惑对象，并斩之。
真琴(マコト)
声 - 坂本真綾
日本女性，也是个吸血鬼Hunter。用铁莲花作武器，使用格斗技战斗。看着被迪肯吸血鬼化的父亲被杀，而为报仇而追着Blade。
迪肯・弗羅斯特(ディーコン・フロスト)
声 - 磯部勉
長著四顆獠牙,被称为“四牙之男”。吸血鬼组织“エグジステンス”(EXISTENTS)的创立者。
ノア・ヴァン・ヘルシング
声 - 阪脩
サコミズ
声 - 田中正彦
日本警察。和Blade相遇之后得知エグジステンス的存在，从而独自行动。有一个女儿。
タラ・ブルックス
声 - 田中敦子
Blade的母亲。被フロスト吸血而死。
拉杜(ラドゥ)
声 - 吉野裕行
エグジステンス下所属酒场フィード(FEED)的老板，人狼。被ブレイド惨殺。
タナカ
声 - 白鳥哲
エグジステンス下所属的水虎。收集外国女性做为血液供给源及人身出卖的商品。
イケダ
声 - 松本保典
サコミズ的部下，新进警察。他也是エグジステンス所属的人类。

## 工作人员
- 原作 - 漫威漫画[1][2]
- 故事 - ウォーレン・エリス
- 企画 - 丸山正雄
- 执行制作人 - 滝山雅夫、Jeph Loeb、Alan Fine、Dan Buckley、Simon Philips、Eric S. Rollman
- 共同执行制作人 - Joe Quesada、Stan Lee
- 制作人 - 森島太朗、原史倫、Cort Lane
- 关联制作人- スコット・ドルフ、Megan Thomas Bradner、Harrison Wilcox
- 系列構成 - 深作健太[1][2]
- 角色设计・总作画監督 - Cindy H.Yamauchi
- 物品设计 - 箕輪豊
- 助監督 - 山城智恵
- 美術監督 - 青木勝志
- 美術設定 - 金子英俊
- 色彩設計 - 堀川佳典
- 撮影監督 - 川下裕樹
- 3DCG导演 - さいとうつかさ
- 編集 - 木村佳史子、塚常真理子
- 音響監督 - 中嶋聡彦
- 音響効果 - 倉橋静男
- 音楽 - 高橋哲也
- 动画制作人 - 櫻井健一
- 动画製作 - MADHOUSE[1]
- 監督 - 増原光幸[1][2]
- 製作著作 - Supercheo Anime Partners、日本索尼影視娛樂（日语：ソニー・ピクチャーズ エンタテインメント (日本)）、MADHOUSE[1]

## 主題歌
片头曲「Slashing Through The Night」
作曲 - 高橋哲也、大西省吾
片尾曲「Between Darkness & Sanity」
作曲 - 高橋哲也、大西省吾
插曲「Your Luv」
歌 - MBLAQ

## 各集列表
| 話数      | 日文标题 | 中文标题        | 脚本                                           | 分镜             | 演出           | 作画監督                                                     | 総作画監督       |
| --------- | -------- | --------------- | ---------------------------------------------- | ---------------- | -------------- | ------------------------------------------------------------ | ---------------- |
| Episode1  |          | 那个男人，Blade | 深作健太                                       | 増原光幸 深野Q作 | 山城智恵       | 村谷貴志                                                     | Cindy H.Yamauchi |
| Episode2  |          | 疯狂的世界      | 深作健太 藤田大（協力） ディプレックス（制作） | 川尻善昭         | migmi          | 吉田南                                                       | Cindy H.Yamauchi |
| Episode3  |          | 吸血鬼・獵人    | 深作健太 藤田大（協力） ディプレックス（制作） | 平田敏夫         | 青柳宏宣       | 吉田大輔                                                     | Cindy H.Yamauchi |
| Episode4  |          | 少年的日子      | 深作健太 藤田大（協力） ディプレックス（制作） | 小島正幸         | 田中智也       | 小山知洋                                                     | Cindy H.Yamauchi |
| Episode5  |          | 光之島          | 藤田大 深作健太（協力） ディプレックス（製作） | 荒木哲郎         | 山城智惠       | 佐藤千春                                                     | Cindy H.Yamauchi |
| Episode6  |          | 魔法醫之男      | 藤田大 深作健太（協力） ディプレックス（製作） | 雲一平           | 岡尾貴洋       | 桝井一平 清水惠三                                            | Cindy H.Yamauchi |
| Episode7  |          |                 | 藤田大 深作健太（協力） ディプレックス（製作） | 深野Q作          | migmi          | 村谷貴志 吉田大作（輔佐）                                    | Cindy H.Yamauchi |
| Episode8  |          | 永遠的默示錄    | 藤田大 深作健太（協力） ディプレックス（製作） | 宮繁之           | 高村雄太       | 小畑賢                                                       | Cindy H.Yamauchi |
| Episode9  |          | 师弟之绊        | 藤田大 深作健太（協力） ディプレックス（製作） | 増田敏彦         | 青柳宏宣       | 吉田南 宮本佐和子（補佐）                                    | Cindy H.Yamauchi |
| Episode10 |          | 恸哭之涡        | 藤田大 深作健太（協力） ディプレックス（製作） | 宮繁之           | 田中智也       | 小山知洋                                                     | Cindy H.Yamauchi |
| Episode11 |          | 夥伴            | 藤田大 深作健太（協力） ディプレックス（製作） | 增田敏彥         | 山城智惠       | 吉田大輔                                                     | Cindy H.Yamauchi |
| Episode12 |          | 朝向黑暗的彼方  | 深作健太 深作健太（協力） （制作）             | 江本正弘         | migmi 增原光幸 | 吉川真一 村谷貴志 吉田南（補佐） 宮本佐和子（補佐） 吉田大輔 | Cindy H.Yamauchi |

## 脚注
1. 1 2 3 4 5 6 7 8 9 10 11 12  . 漫威漫畫作品動畫化第四彈『BLADE』特設主站. Ani Max.   [2011-06-12]. （原始内容存档于2011-06-07）.
2. 1 2 3 4 5 6 7  . Blade配音人员表、工作人员表. Ani Max.   [2011-06-12].[永久]